# Radeczki
Radeczki (nazwa oboczna Radecki) – górski potok, dopływ potoku Rycerskiego, należący do zlewiska Morza Bałtyckiego. Ma długość około 6,5 km, a jego zlewnia znajduje się w Beskidzie Żywiecko-Kisuckim, w województwie śląskim, w gminie Rajcza . Źródło położone jest blisko szczytu Kikula.

## Charakterystyka

### Lokalizacja
Potok Radeczki jest lewobrzeżnym dopływem potoku Rycerskiego, do którego wpada w 8,3 km jego biegu.
Potok ma swoje źródlisko na północnych stokach granicznego polsko-słowackiego grzbietu Beskidu Żywieckiego, pomiędzy szczytami gór Kikula (1087 m) i Magura (1073 m). Najwyżej położone (główne) źródło znajduje się na wysokości około 1050 m (mniej więcej 200 m na wschód od szczytu Kikuli), w miejscu o współrzędnych geograficznych 49°27′16,9″N 18°57′48,4″E/49,454694 18,963444.
Spływa głęboką doliną, początkowo w kierunku północnym, wzdłuż granicznego grzbietu, później ostro zakręca w kierunku południowo-wschodnim, opływając północny grzbiet góry Skrzadnica (1070 m). Niżej wielokrotnie jeszcze zmienia kierunek płynąc krętym korytem. W miejscowości Rycerka Górna (okolice mostu na drodze Raztoki – Rycerka Dolna) uchodzi do potoku Rycerskiego, jako jego lewy i zarazem największy dopływ. Następuje to na wysokości 606 m n.p.m., w miejscu o współrzędnych geograficznych 49°28′02,0″N 19°01′39,9″E/49,467222 19,027750 . Przy potoku na całym niemal jego przebiegu znajduje się droga na trasie Rycerka Górna – osiedle Ducola – osiedle Magura – osiedle Bernat.
Niemal cały potok (oprócz niewielkiej części przy jego ujściu) znajduje się na obszarze Żywieckiego Parku Krajobrazowego, utworzonego w 1986 roku w celu ochrony ekologicznej utworów skalnych oraz ziemnych, jak również znajdującej się tam flory i fauny.

### Geomorfologia
Szerokość koryta potoku Radeczki zmienia się od 3 m, w rejonie przyujściowym do 1,5–2,0 m; od mniej więcej 1,8 km od ujścia. W tym rejonie jest on już uregulowany, poprzez zabudowę ze stopni kamienno-drewnianych. Powyżej od mniej więcej 4 km od ujścia, ciek staje się małym (wąskim) potokiem źródłowym. Przeciętna głębokość potoku wynosi 0,2 m. Dno potoku zalegają skały, głazy oraz średnie i grube żwiry.
Orograficznie lewe zbocza doliny tego potoku tworzy główny grzbiet Beskidu Żywiecko-Kisuckiego na odcinku od Magury po Beskid Wrzeszczowski (Beskid Graniczny), niżej odchodzący od Beskidu Granicznego grzbiet góry Oźna (952 m), zbocza prawe północny grzbiet Skrzadnicy oraz północno-wschodnie zbocza Skrzadnicy i Jaworzyny (1021 m). Dolina potoku Radecki ogranicza następujące góry i ich stoki:
- Kikula (stok północno-wschodni)
- Magura (stok północno-zachodni)
- Skrzadnica (stoki: północno-zachodni, północny i północno-wschodni)
- Jaworzyna (stoki: północny i północno-wschodni)
- Barania Góra (820 m) (stoki: południowy i południowo-wschodni)
- Oźna (stoki: południowy i południowo-zachodni)

### Zlewnia
Wody spływające tym potokiem należą do dorzecza Wisły, będącej rzeką należącą do zlewiska Morza Bałtyckiego w następującym łańcuchu:
Radeczki → Rycerski → Rycerka → Soła → Wisła → Morze Bałtyckie
Większa część zlewni potoku to obszary zalesione (80%), a pozostałą część zboczy zajmują pola i zabudowania Rycerki Górnej (20%). Do potoku na całej jego długości płyną krótkie potoki, będące jego dopływami, których jest 57.
W okresie intensywnych opadów na obszarze zlewni potoku Radeczki istnieje możliwość czasowego zalania niektórych zabudowań znajdujących się w pobliżu potoku. W lutym 2014 roku Starostwo powiatowe w Żywcu (Wydział zarządzania kryzysowego) oceniło stan zabezpieczenia przeciwpowodziowego m.in. tego obszaru, określając miejsca narażone powodzią wraz z ewentualną liczbą osób ewakuowanych.

## Turystyka
Blisko płynącego potoku Radeczki zlokalizowano kilka obiektów turystycznych z bazą noclegową z myślą o turystach:
- Szkolne schronisko młodzieżowe w Rajczy-Nickulinie, filia w Rycerce-Kolonii (60 miejsc noclegowych)[10]
- Szkolne schronisko młodzieżowe w Rajczy-Nickulinie, filia w Soli-Oźnej (30 miejsc)[11]
- Dom rekolekcyjno-wypoczynkowy Michael w Rycerce Górnej (60 miejsc)[12]
- Schronisko PTTK na Wielkiej Raczy w Rycerce Górnej (50 miejsc)[13]
- Ośrodek Wypoczynkowy Krepol w Rycerce Górnej (50 miejsc)[14]
- Pensjonat Helenka w Rycerce Górnej (30 miejsc)[15]
- Pensjonat Olimp w Rycerce Górnej (25 miejsc)[16]

### Szlaki turystyczne
W obrębie doliny potoku Radecki wytyczono dwa szlaki turystyczne na trasach:
 Sól – dolina potoku Słanica – góra Rachowiec – Zwardoń – Gomółka – Przełęcz Zwardońska – Beskid Wrzeszczowski – dolina potoku Radeczki – Kikula – Wielka Racza
 Zwardoń – schronisko turystyczne „Dworzec Beskidzki” – dolina potoku Słanica – Oźna – dolina potoku Radeczki – Magura – dolina potoku Plaskórówka – Kolonia (Rycerka Górna).

### Szlaki rowerowe
W okolicy potoku Radeczki znajdują się trzy szlaki rowerowe:
 Rycerka Górna (Roztoki) – Wielki Przysłop – Magura – Grańczne – Zwardoń (Bór) – Sól (Słańce)
 Rycerka Górna – Sól (Oźna) – Magura
 Zwardoń – Misiorki – Miodowiec – Magura – Podścigłów